# Волго-Вятская пригородная пассажирская компания
Акционерное общество «Волго-Вятская пригородная пассажирская компания» (АО «ВВППК») — пригородная пассажирская компания, основным видом деятельности которой является обслуживание и перевозка пассажиров железнодорожным транспортом в пригородном сообщении. Перевозочная деятельность осуществляется на территории 4 субъектов РФ: Владимирской, Кировской, Нижегородской областей и Удмуртской Республики.

## Деятельность компании
Образование открытого акционерного общества «Волго-Вятская пригородная пассажирская компания» проходило в рамках реформирования железнодорожной отрасли с участием субъектов Российской Федерации.

АО «Волго-Вятская пригородная пассажирская компания» начало свою деятельность на паритетных началах 1 декабря 2009 года в качестве агента по продаже билетов, выполняя функции по оформлению проездных документов на пригородные поезда. Учредителями Общества стали ОАО «Российские Железные Дороги», Администрация Кировской области и Администрация Нижегородской области.

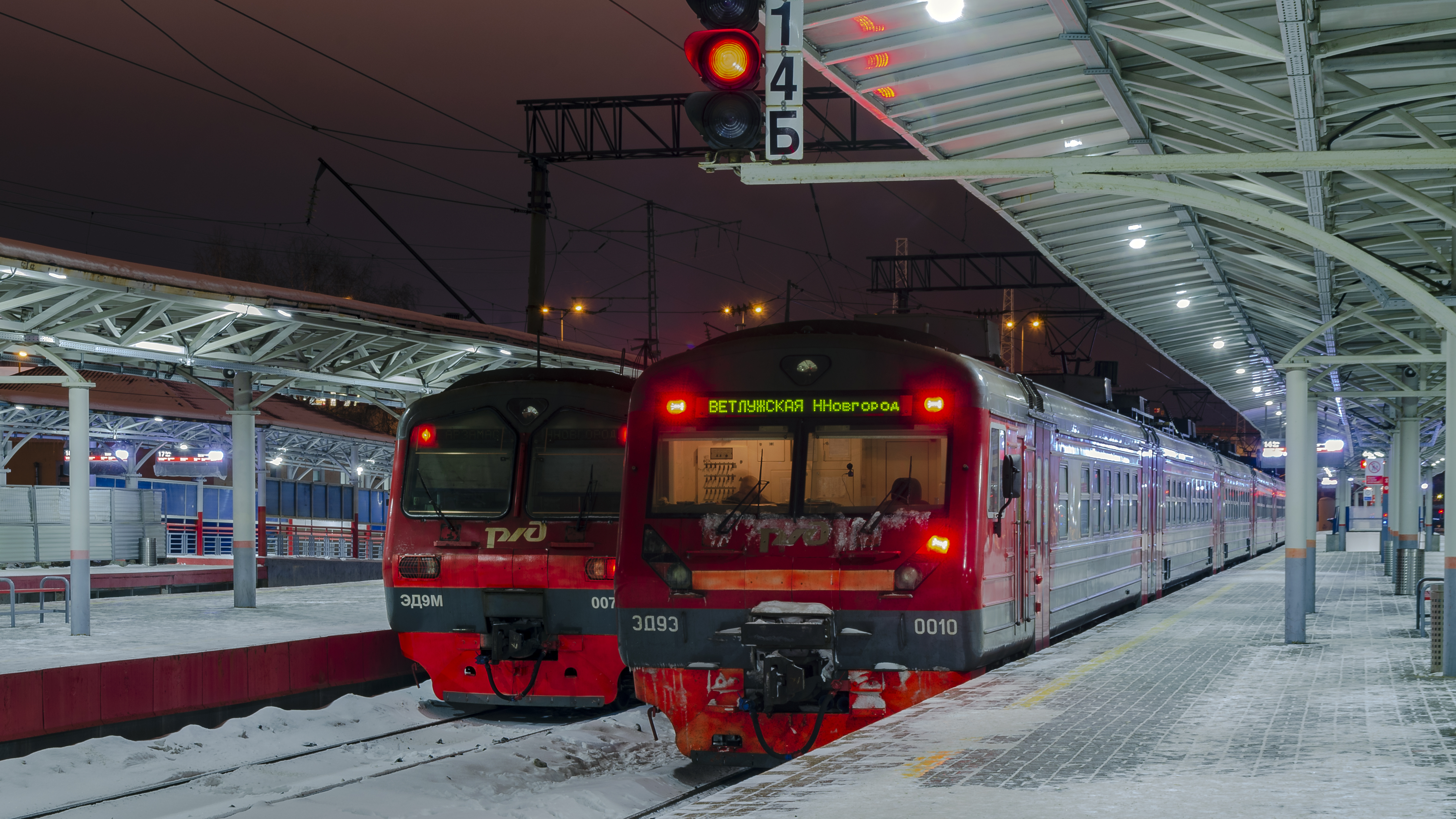
Электропоезда на станции

После получения лицензии Общество получило статус самостоятельного перевозчика и с 1 июля 2010 года приступило к перевозке пассажиров в пригородном сообщении на участках Нижний Новгород — Шахунья, Нижний Новгород — Моховые Горы.
Ежедневно на территории обслуживания АО «ВВППК» в пригородном сообщении перевозится около 58,8 тыс. пассажиров.

## Проект «Городская электричка»
С 2013 года в Нижнем Новгороде реализуется проект «Городская электричка», призванный интегрировать железнодорожный транспорт в единую маршрутную сеть Нижнего Новгорода.

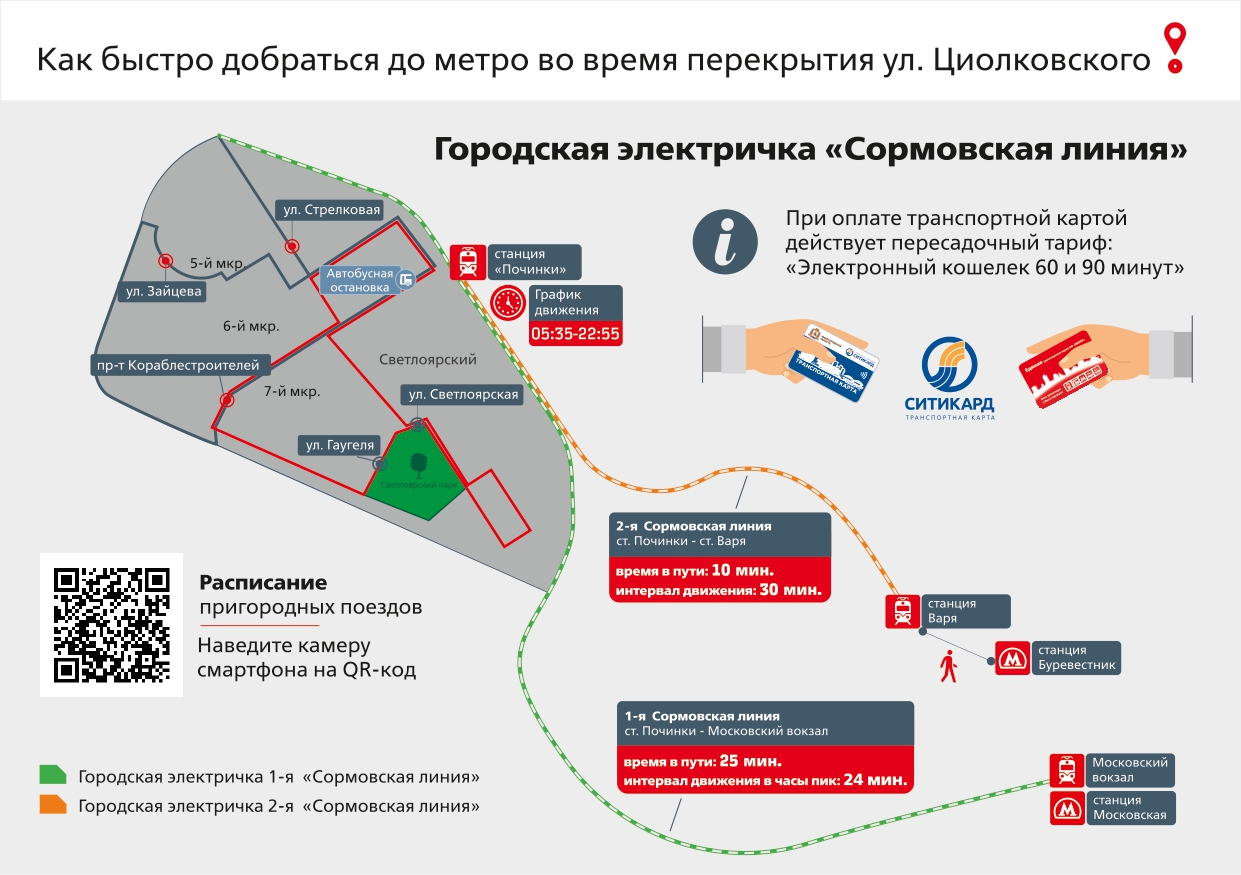
Схема движения (Починки)

1-я Сормовская линия включает участок Н.Новгород — Московский — Дубравная.
Приокская линия включает участок Н.Новгород — Московский — Проспект Гагарина.
2-я Сормовская линия включает участок Починки — Варя. С мая месяца в городской электричке действует пересадочный тариф «электронный кошелек 60 минут».
Остановочные пункты «Городской электрички» расположены в местах пересечения с городскими автомобильными магистралями для удобной пересадки на городской пассажирский транспорт:
Кооперативная — пересечение с ул. Федосеенко, Лесной городок — пересечение с Московским шоссе, 435 км. — пересечение с ул. Кузбасской, Петряевка — пересечение с Молодёжным проспектом.
На основании решения правления Региональной службы по тарифам Кировской области № 18/1-ТР-2018 от 22.05.2018 с 1 августа 2018 года был реализован первый этап проекта «Городская электричка» в городе Киров.

### Городская электричка "Сормовская линия"

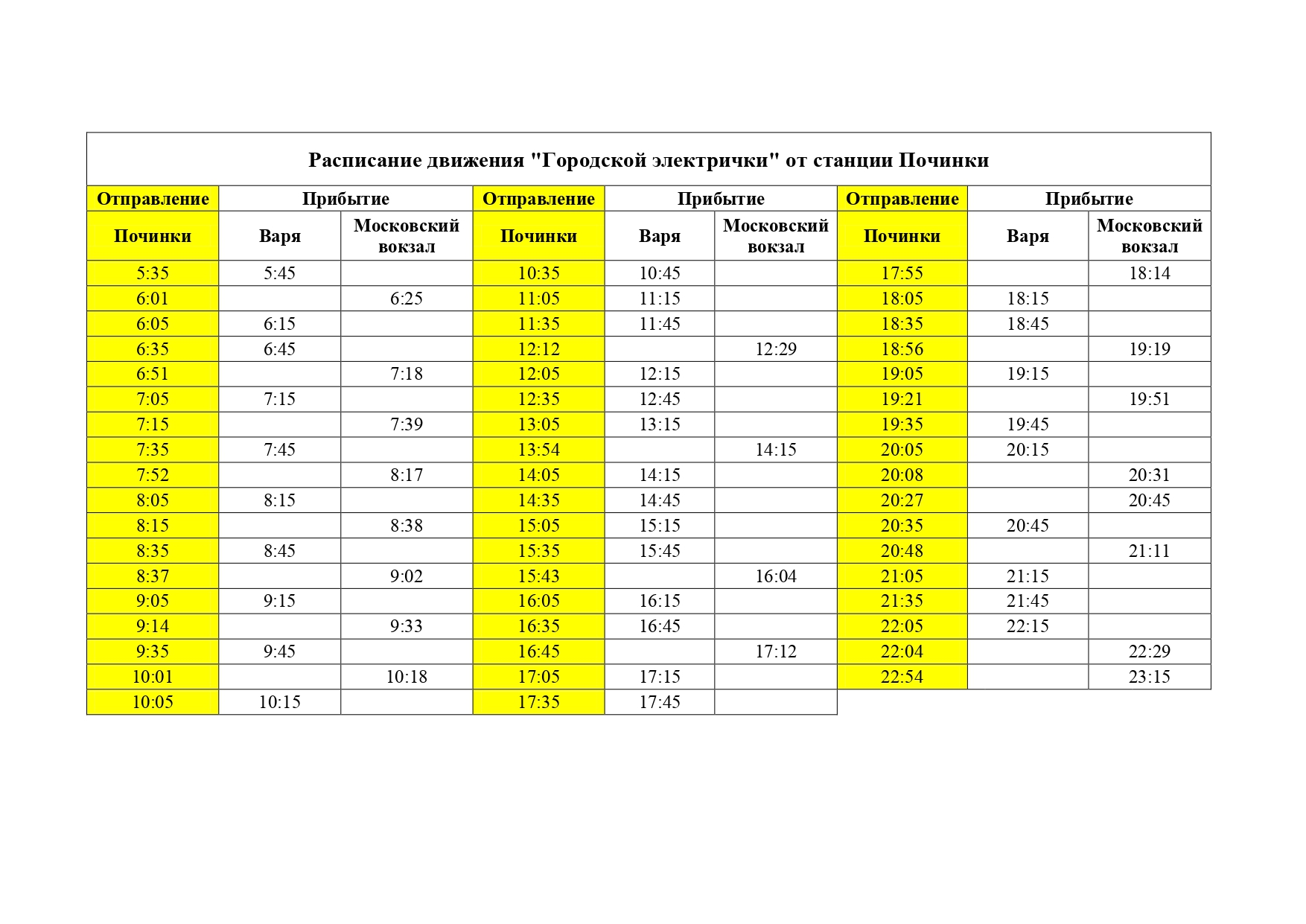
Расписание движения "Городской электрички" от станции [https://vvppk.ru/izmeneniya-v-raspisanii/raspisanie-pochinki Починки в 2020 году

С 1 августа 2020 года, в связи с предстоящим строительством транспортной развязки на улице Циолковского, для жителей г. Нижнего Новгорода было запущено тактовое движение электропоездов от станции Починки (пр-т Кораблестроителей) до станции Варя (Сормовское шоссе).
Городские электрички в формате «наземного метро» осуществляли движение ежедневно с 5.35 до 22.20. Отправление со станции Починки по расписанию в 5 минут и 35 минут каждого часа (например, 07.05, 07.35, 08.05 и т.д.). Отправление со станции Варя в 20 минут и 50 минут каждого часа (например, 17.20,17.50,18.20 и т.д.). Время в пути составляло 10 минут. Электропоезда останавливались в центре Сормово (на платформе в районе улицы Щербакова).

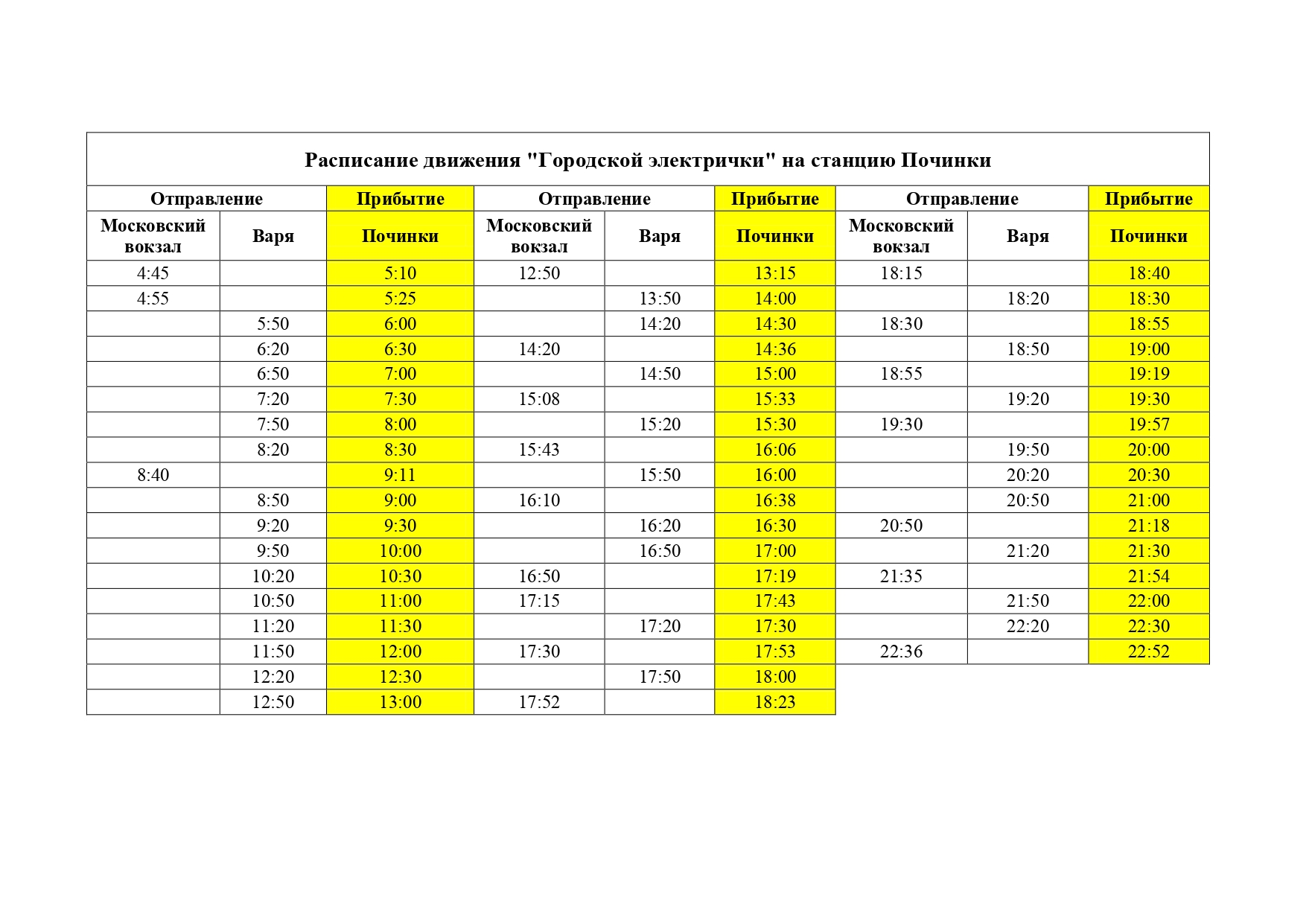
Расписание движения "Городской электрички" на станцию [https://vvppk.ru/izmeneniya-v-raspisanii/raspisanie-pochinki Починки в 2020 году

В городской электричке действует тариф «Электронный кошелёк 60 минут». Пассажиры могут воспользоваться и пересадочным тарифом «90 минут», при этом стоимость по карте составит 40 рублей. Городские пересадочные тарифы позволяют совершать любое количество пересадок с одного вида транспорта на другой в течение заданного времени без дополнительной оплаты.

## Трансфер до фестиваля "Alfa Future People"
С 17 июля 2015 года компания организовывала трансфер гостей музыкального фестиваля AFP в поселок Большое Козино. В период проведения фестиваля на Заволжском направлении были введены дополнительные пригородные поезда по маршруту Нижний Новгород – Козино (фестиваль Alfa Future People), в том числе и в ночное время с интервалом отправления 1 час.

## Проект Электричкой в аэропорт «Стригино»
С 11 сентября 2020 года АО «Волго-Вятская пригородная пассажирская компания» ввело остановку на пассажирской платформе Нижний Новгород – Стригино 17 пригородным поездам.
От Московского вокзала до аэропорта «Стригино» можно будет добраться на поездах № 6001/6002, № 6003/6004, № 6005/6006 сообщением Н.Новгород – пр. Гагарина, которые будут прибывать на о.п. Стригино в 05.40 (по рабочим дням), 06.26 (ежедневно), 07.05 (по рабочим дням).
Жители верхней части города смогут добираться от Проспекта Гагарина до аэропорта на поездах № 6011/6012, № 6013/6014, № 6017/6018 сообщением пр. Гагарина – Н.Новгород, прибывающих на о.п. Стригино в 07.27 и 08.24 (по рабочим дням), 18.32 (ежедневно).
Жители Павлово и Богородска на поездах № 6652 и № 6654 сообщением Металлист – Н.Новгород смогут приезжать на о.п. Стригино в 07.55 (ежедневно, кроме воскресенья) и в 15.59 (ежедневно). В обратном направлении можно будет уехать на поездах № 6653 и № 6655 сообщением Н.Новгород – Металлист, которые будут уезжать с о.п. Стригино в 09.52 (ежедневно) и в 19.03 (ежедневно, кроме субботы);
Арзамасцы смогут добраться до Стригино на поездах № 6703/6704, № 6719/6720, № 6811/6812, № 6711/6712 сообщением Арзамас 2 – Н.Новгород, которые будут прибывать на о.п. Стригино в 06.50, 18.57  (ежедневно). Из Стригино до Арзамаса довезут поезда № 6705/6706, № 6717/6718, № 6715/6716 сообщением Н.Новгород – Арзамас 2 со временем отправления в 07.38 и 15.42 (ежедневно).

Стоимость проезда от Московского вокзала до аэропорта «Стригино» составит 31 рубль. Стоимость по другим направлениям следования электропоездов можно узнать на Яндекс.Расписании.

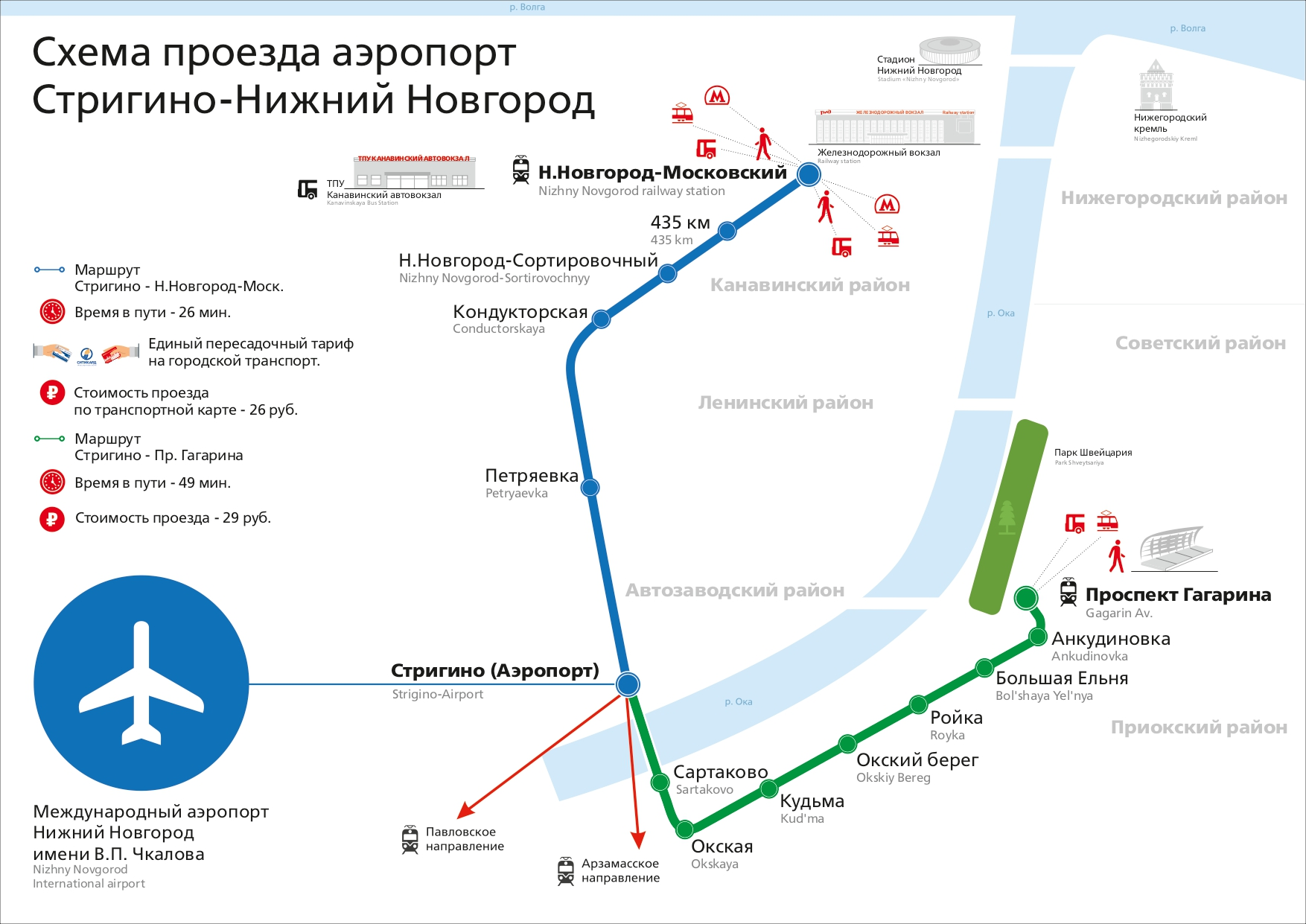
Схема проезда аэропорт Стригино-Нижний Новгород в 2020 году

Продолжительность стоянки по о.п. Нижний Новгород — Стригино составит 1 мин.

## Подвижной состав
| Серия | Изображение | Тип                      | Макс. скорость | Количество | Номера составов                        | Вагонов на состав             | Планировка мест        | Линия                 | Годы эксплуатации |
| ----- | ----------- | ------------------------ | -------------- | ---------- | -------------------------------------- | ----------------------------- | ---------------------- | --------------------- | ----------------- |
| ЭД9М  |             | пригородный электропоезд | 120            | 22         | 0058 — 1030                            | 4 или 6                       | 3+3                    | Сормовская, Приокская | 2002-н.в.         |
| ЭД9Э  |             | пригородный электропоезд | 120            | 19         | 0009 — 0047                            | 4 или 6                       | 3+3                    | Приокская             | 2012-н.в.         |
| ЭП3Д  |             | пригородный электропоезд | 120            | 8          | 0027 — 0039 (ВВППК); 0050 — 0053 (РЖД) | от 4 до 8 (сдвоенные составы) | 2+2 (ВВППК), 3+3 (РЖД) | Сормовская, Приокская | 2018-н.в.         |

В 2016 году компания приобрела 2 электропоезда серии ЭД9М, в 2018 году был приобретен поезд №0027 серии ЭП3Д, 4 поезда этой же серии были куплены в 2019 году. В 2018 году компания приобрела 5 новых электропоездов серии ЭП3Д. Это концептуально новый подвижной состав, адаптированный для пригородных и внутригородских перевозок. Новые поезда имеют продуманный дизайн, эргономичные сидения, просторный салон с поручнями, а также места для крепления велосипедов и пандуса для людей с ограниченными физическими возможностями.

## Виды абонементов и билетов. Мобильные приложения «Пригород» и "РЖД Пассажирам"

###### Абонементы
На полигоне обслуживания АО «ВВППК» реализуются различные виды абонементных билетов в зависимости от потребности пассажиров в частоте осуществления перевозок:

Остановочные пункты АО "ВВППК"

- Абонементный билет «ежедневно» — действителен ежедневно в течение 1, 2, 3, 4, 5, 6 месяцев со дня начала срока действия, включая день продажи;
- Остановочные пункты АО "ВВППК"Абонементный билет «ежедневно» на 5, 10, 15, 20, 25 дней действует в течение срока, указанного в билете.
- Абонемент «рабочего дня» действителен по рабочим дням в течение 1, 2, 3, 4, 5, 6 месяцев, со дня начала срока действия, включая день продажи.

В билетных кассах компании оформляются проездные документы:
- за полную стоимость и по детскому тарифу на разовую поездку «туда», «туда и обратно»;
- абонементные билеты сроком действия 1, 2, 3, 4, 5, 6 месяцев;
- абонементные билеты на 5, 10, 15, 20, 25 дней;
- абонементные билеты «рабочего дня» на 1, 2, 3, 4, 5, 6 месяцев;
- разовые проездные документы с 50%-ой скидкой;
- разовые проездные документы безденежные;
- абонементные билеты для школьников и студентов очного отделения
- безденежные абонементные билеты для работников железнодорожного транспорта.

Для проезда в пригородном железнодорожном сообщении в настоящее время для пассажиров реализуются разовые и различные виды абонементных билетов. Каждый пассажир пригородного железнодорожного транспорта может подобрать удобный и выгодный для себя вид абонемента и оформить его на транспортную карту. На одну транспортную карту можно записать до 4-х абонементов, различных по сроку действия и маршруту следования.

###### Билеты
Виды разовых билетов:
- Разовый билет «туда» действителен на одну поездку в течение календарных суток, указанных в билете;
- Разовый билет «туда и обратно» действителен, на одну поездку в направлении «туда» и на одну поездку в направлении «обратно» в течение суток указанных в билете, либо следующих календарных суток[10].

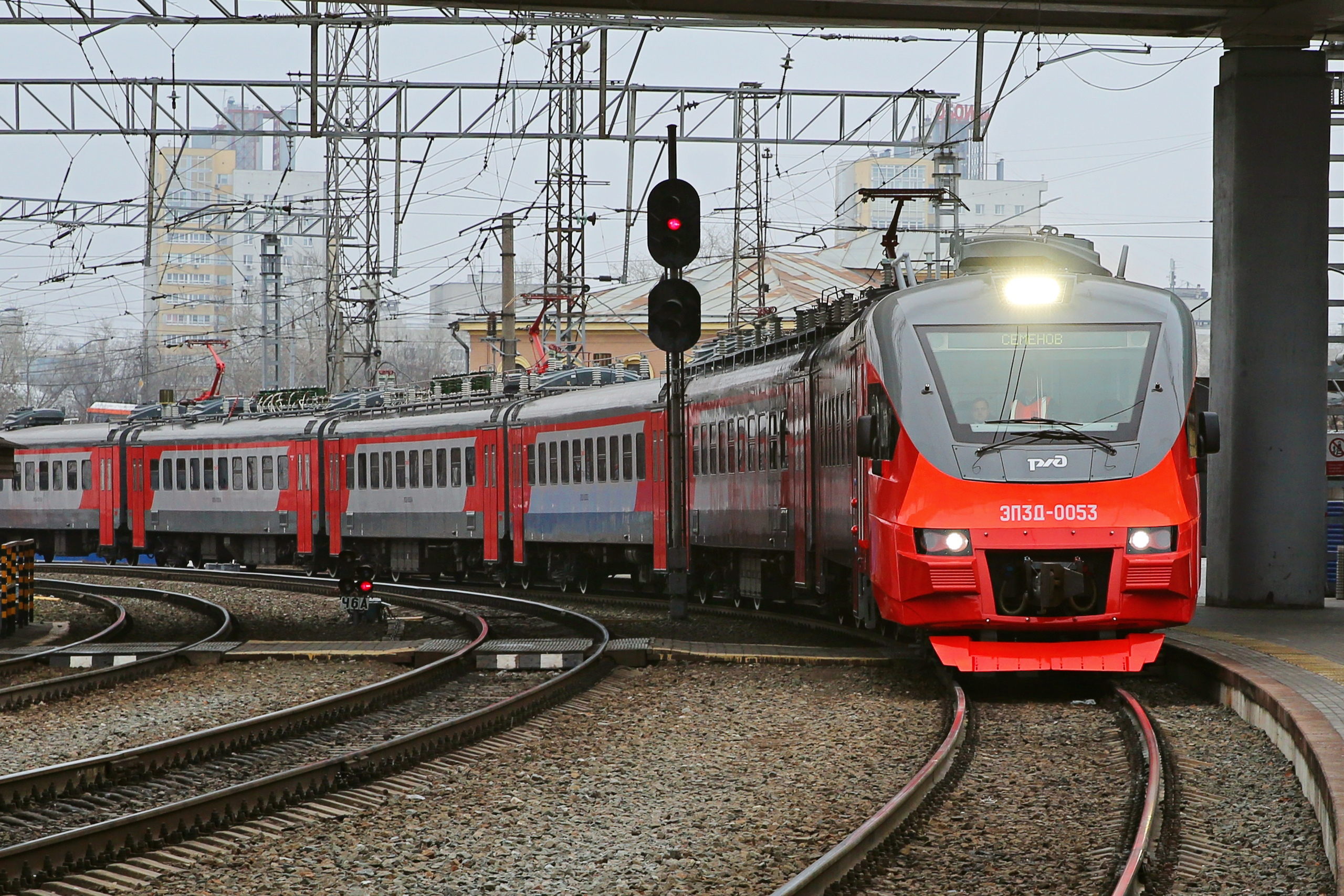
Электропоезд ЭП3Д

###### Приложение «Пригород»
Помимо покупки привычных проездных документов в кассе, пассажиры АО «ВВППК» могут приобретать билеты с помощью мобильного приложения «Пригород». Приложение позволяет оформлять полные билеты. Оплата билетов осуществляется банковской картой.
Приложение "РЖД Пассажирам"
Мобильное приложение «РЖД Пассажирам» – современный канал для продажи билетов. Здесь собраны все сервисы, которые могут понадобиться пассажиру, если он захотел воспользоваться услугами перевозчика.
- Специальная цена по «рабочим дням» до самых востребованных станций;
- Доступность приложения 24 часа в сутки;
- Быстрая и удобная покупка билета;
- Получение актуальной информации по расписанию пригородных поездов в реальном времени;
- Получение актуальной и достоверной информации по стоимости проезда по указанному маршруту;
- Личный кабинет пользователя с возможностью повтора и просмотра прошлых покупок билетов;
- Обратная связь с перевозчиком.
- Доступны к покупке абонементные, а так же льготные билеты

## Транспортная карта
АО «ВВППК» реализует новые транспортные карты — современные электронные носители проездных документов.
Приобрести транспортную карту АО «ВВППК» можно в пригородных железнодорожных кассах.
Транспортная карта — это электронный кошелёк для оплаты разовых поездок в городском муниципальном транспорте Нижнего Новгорода, включая метрополитен. Она также открывает доступ к "Бонусной программе АО «ВВППК».

## Мультимодальные маршруты
На сегодняшний день компания продолжает интеграцию с другими видами транспорта, развивая мультимодальные перевозки.
Запущен пилотный проект «Электричка+Ласточка». Скорректирован график движения пригородных поездов для удобной пересадки со скоростных поездов сообщением Москва — Н.Новгород на пригородные электропоезда по направлениям Заволжье, Бор, Семенов.
По Семенову организовано 7 стыковочных рейсов, по Бору — 3 стыковочных рейса, по Заволжью в сторону Москвы 6 стыковочных рейсов, в обратную сторону из Москвы в Заволжье 4 стыковочных рейса. На 7 железнодорожных вокзалах (Н.Новгород-Московский, Урень, Шахунья, Заволжье, Гусь-Хрустальный, Юрья, Оричи) и 5 автовокзалах (Шаранга, Воскресенское, Ветлуга, Чкаловск, Тонкино) пассажирам предоставлена возможность воспользоваться услугами мультимодальных перевозок.

## Туристические поездки

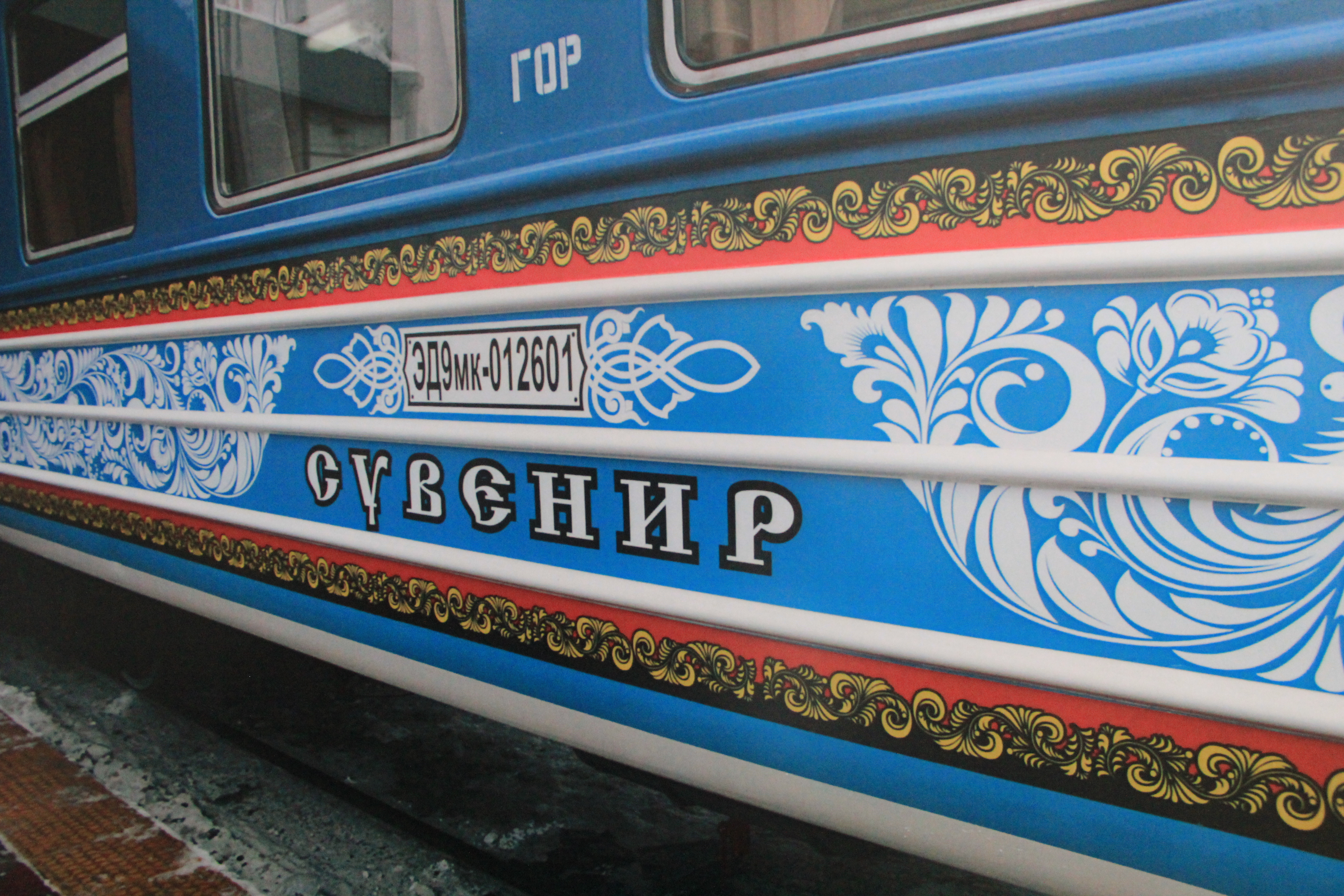
Первый туристический маршрут "Золотая Хохлома" Н.Новгород - Семенов

С 2016 года АО «ВВППК» успешно сотрудничает с туроператором «ROMANOVA Travel». Одни из популярнейших и любимых пассажирами экскурсий считаются: «Поезд к Морозко», экскурсия на ретро поезде, «Поезд в Простоквашино». 18 июня 2016 года был запущен первый туристический маршрут «Золотая Хохлома» Н.Новгород – Семенов
С 8 декабря 2018 года АО «ВВППК» совместно с ГК «Пужалова гора» для удобства пассажиров запустили туристический маршрут в горнолыжный комплекс «Пужалова гора».
С конца января 2019 года был запущен удобный трансфер «электричка+автобус» Киров-Зуевка-Рябово для пассажиров, желающих посетить малую родину выдающихся русских художников В.М. и А.М. Васнецовых – музей-заповедник «Рябово».
С 14 декабря 2019 года АО «ВВППК» организовывала удобные и комфортные поездки в Дивеево. Каждую субботу пассажиров электрички до Арзамаса (отправление в 12:57 от Московского вокзала Нижнего Новгорода) на железнодорожном вокзале Арзамас-1 ожидал автобус, который к 17:56 привозил паломников в Дивеево. Далее предлагалось размещение в монастыре и посещение Святых мест. В воскресенье после праздничной службы от автостанции Дивеево в 14:30 автобус отправлялся до железнодорожного вокзала Арзамас-2, где пассажиры пересаживались на электричку с отправлением в 16:40 и прибытием на Московский вокзал в 19:42.

## Экскурсии в электричках
11 октября 2019 года АО «Волго-Вятская пригородная пассажирская компания» провела первую экскурсию на электропоезде. Маршрутом поездки был выбран путь от Московского вокзала до станции Мыза, по которому курсирует одна из самых новых электричек серии ЭП3Д.

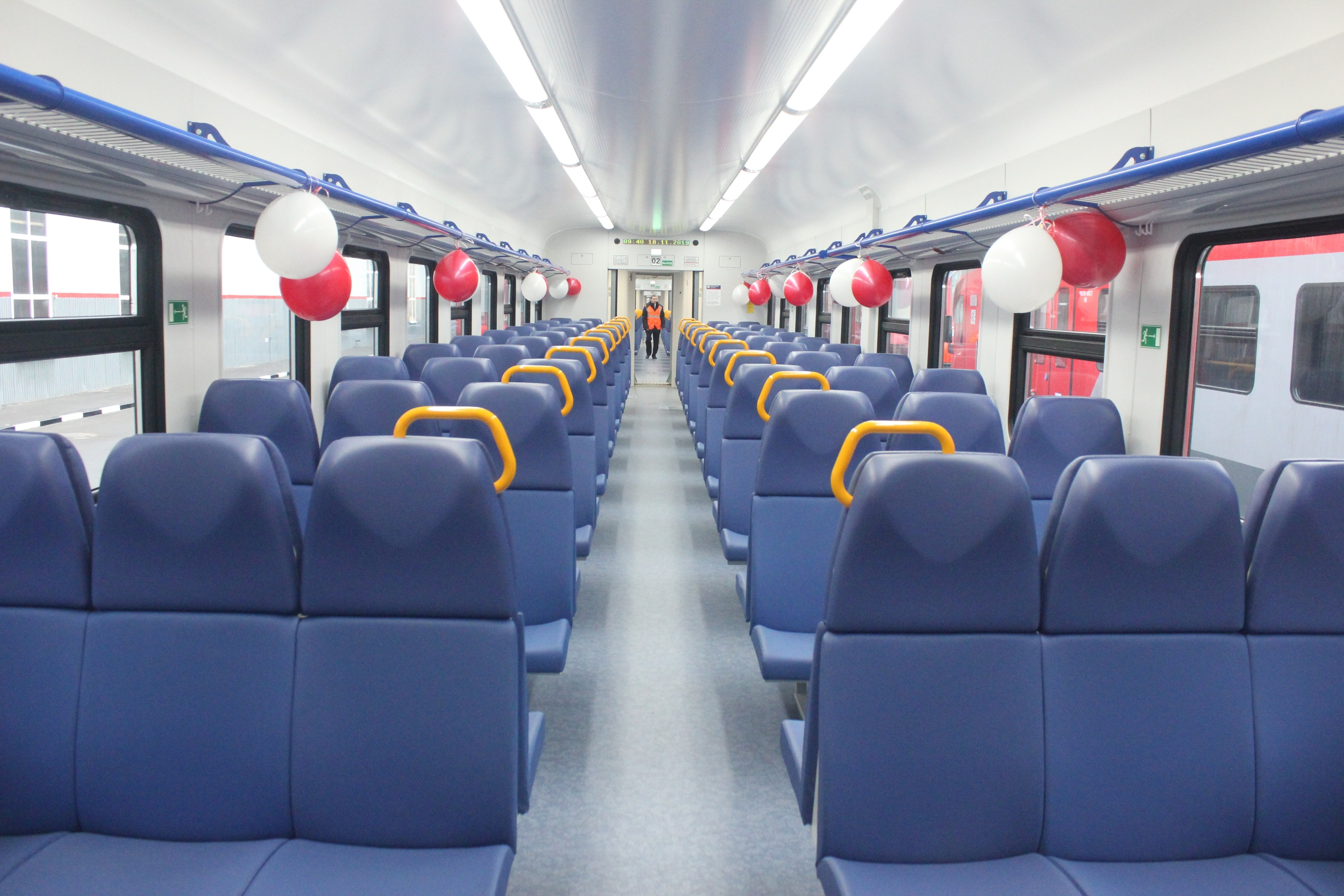
Салон электропоезда

Начиная с февраля 2020 года, каждую последнюю пятницу месяца на маршруте Нижний Новгород (Московский вокзал) — Проспект Гагарина (ст. Мыза) компания проводит экскурсию на электропоезде, посвящённую истории Горьковской железной дороги.
30 июля 2021 года АО «ВВППК» провели экскурсию, посвященную 800-летию Нижнего Новгорода.

## Поезд имени Потехина
23 августа 2021 года на площадке возле Царского павильона железнодорожного вокзала Нижний Новгород состоялось торжественное мероприятие, посвященное присвоению электропоезду ЭП3Д-0039 имени комиссара бронепоезда «Козьма Минин», ветерана Великой Отечественной войны, Почетного железнодорожника Алексея Семеновича Потехина.

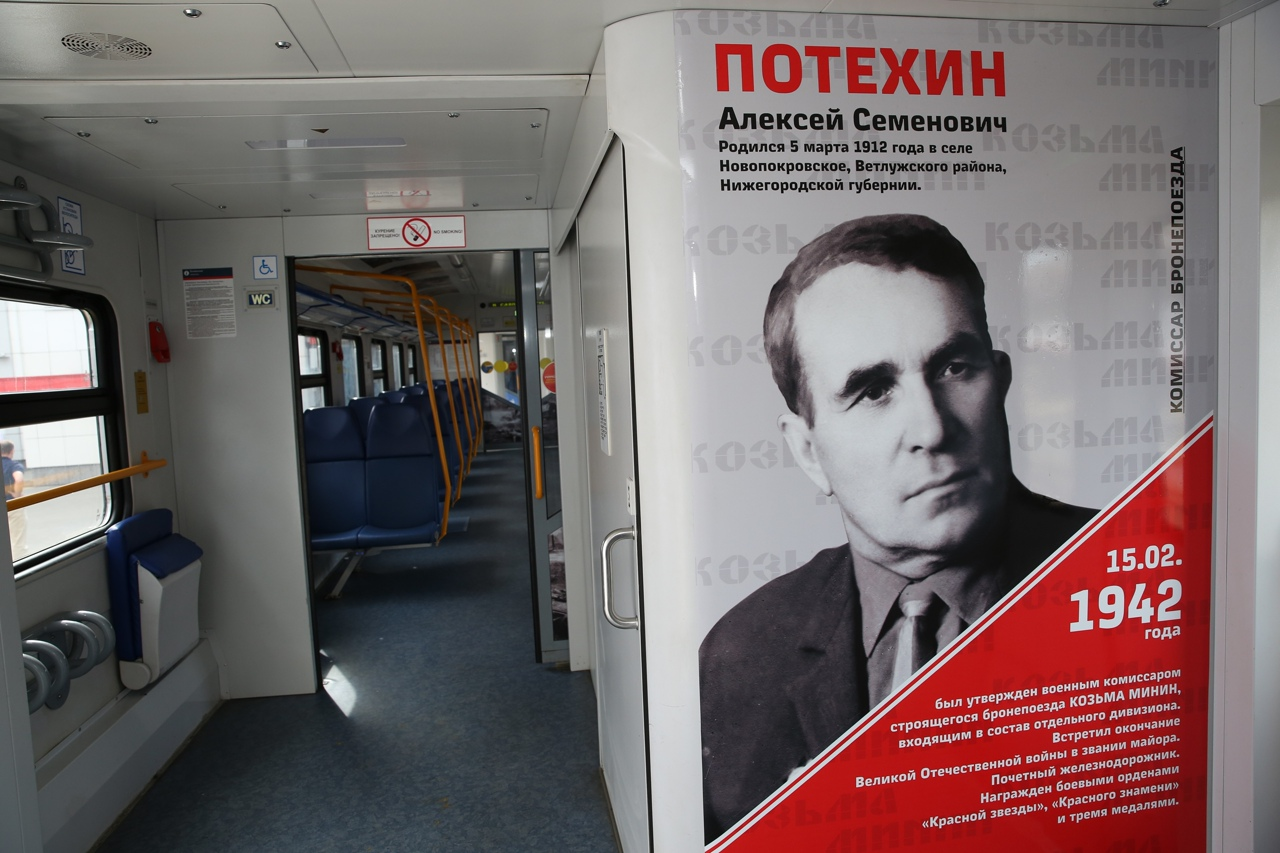
Поезд имени Потехина А.С.